# 白粉婆

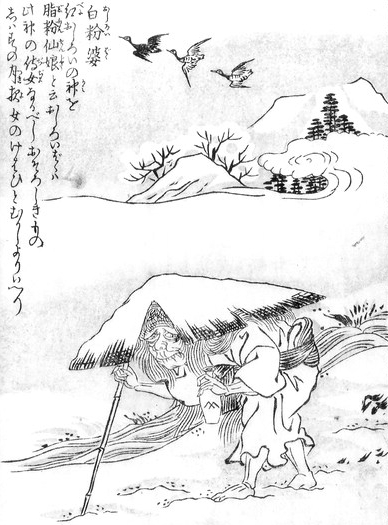
鳥山石燕『今昔百鬼拾遺』より「白粉婆」

白粉婆（おしろいばばあ、おしろいばば）または白粉婆さん（おしろいばあさん）は、奈良県吉野郡十津川流域に伝わる老婆の妖怪。

## 概要
鏡を引きずってジャラジャラと音を立てつつ現れる、老婆の姿の妖怪といわれる。
鳥山石燕 『今昔百鬼拾遺』には「白粉婆」の名で、ひどく腰の曲がった老婆が、大きな破れ傘を頭に被り、右手で杖をつき、左手には酒徳利を持っている姿が描かれている。同書の解説文には「紅おしろいの神を脂粉仙娘と云 おしろいばばは此神の 侍女なるべし」とあり、白粉婆が脂粉仙娘（しふんせんじょう）という白粉の神に仕えている侍女であることが述べられているが、奈良の伝承における白粉婆と同一のものかは不明。
民俗学者・藤沢衛彦の著書『図説民俗学全集』によれば、雪女と同一の妖怪であり、石川県能登地方で雪の降る夜に酒を求めて現れるとされるが、実際には能登にはそのような伝承の存在が確認されておらず、藤沢が『今昔百鬼拾遺』から連想して創作したものと指摘されている。
山中の女の妖怪である山姥や山女は、旅人に白粉をねだったり、山の麓に現れて酒を買ったなどの話があることから、白粉婆もそうした山姥や山女に関連しているとの指摘もある。

## 長谷寺の白粉婆
上記の白粉婆との関連は不明だが、室町時代、奈良県の長谷寺に「白粉婆」という名の老婆が現れたという、以下のような伝説もある。
天文6年。長谷寺の座主・弘深上人の発案で、戦乱の世を少しでも良くするべく、本堂一杯の大きさの紙に寺の本尊である観音菩薩を描くことになり、全国から画僧たちが集まった。
しかしある日、足利将軍家の軍勢が寺に押しかけ、寺や町の穀物を根こそぎ徴発してしまった。噂を聞いた画僧たちは食事が出ないのではと不安がっていたところ、寺の小僧は事情を説明した上で、それでも観音の救いによって食事の支度ができると伝えた。
不思議に思った画僧たちが小僧の案内で井戸端へ行くと、1人の娘が米を研いでいた。桶で研いだ米をざるにあけると、桶に1粒だけ米が残り、それを水につけると米が桶一杯に膨れ上がり、それをさらに研ぐことで米はどんどん増えていた。
画僧の1人は、彼女が観音の化身ならば顔を見てみたいと、仲間の制止も聞かずに小石を投げつけた。すると浄土を思わせる光が差し、娘は顔を上げた。その顔は白粉を塗っていたが、画僧たちのために苦労を重ねたことで皺だらけの老婆のようになっていた。しかし画僧たちはそのまばゆさ、ありがたさを前にして1人残らずひれ伏していたため、誰1人その素顔に気づくことはなかった。
以来、画僧たちは仕事に打ち込み、見事な大画像が完成したという。現在でも長谷寺の境内には白粉婆の堂があり、その老婆が祀られている。明治時代の頃までは、毎年正月の修正会でこの像に白粉を塗る行事が行われていたという。